# Dahlia Salem
Dahlia Salem (* 21. November 1971 in New York City) ist eine US-amerikanische Schauspielerin.

## Leben
Dahlia Salem, deren Eltern aus Ägypten stammen, wurde 1971 im US-Bundesstaat New York geboren. Sie machte an der Boston University einen Bachelor im Studienfach Psychologie. Bereits während ihres Studiums begann Salem damit, als Schauspielerin in Theaterstücken mitzuwirken, z. B. in Othello. Nach ihrem Studienabschluss nahm sie an der Theaterschule Circle in the Square Theatre School in New York City Schauspielunterricht.
In Theaterstücken spielte sie unter anderem neben Al Pacino, Mercedes Ruehl und Anthony LaPaglia. Ihre erste Fernsehrolle erhielt sie in der Serie Another World. Später folgten wiederkehrende Rollen in Emergency Room und General Hospital.

## Filmografie (Auswahl)
- 1995–1998: Another World (8 Episoden)
- 2000: Third Watch – Einsatz am Limit (1 Episode)
- 2002: The Agency – Im Fadenkreuz der C.I.A. (1 Episode)
- 2003: CSI: Vegas (1 Episode)
- 2003: Threat Matrix – Alarmstufe Rot (1 Episode)
- 2003: JAG – Im Auftrag der Ehre (1 Episode)
- 2005: King of Queens (1 Episode)
- 2005–2006: Emergency Room – Die Notaufnahme (7 Episoden)
- 2006: Dr. House (1 Episode)
- 2006: CSI: Miami (1 Episode)
- 2006: Criminal Minds (1 Episode)
- 2006: Justice – Nicht schuldig (2 Episoden)
- 2007: The Nines – Dein Leben ist nur ein Spiel
- 2007: Army Wives (1 Episode)
- 2009: Der Kaufhaus Cop
- 2009: Medium – Nichts bleibt verborgen (1 Episode)
- 2009: Castle (1 Episode)
- 2010: The Forgotten – Die Wahrheit stirbt nie (1 Episode)
- 2010–2011: General Hospital (134 Episoden)
- 2011: In Plain Sight – In der Schusslinie (1 Episode)
- 2011: Make It or Break It (1 Episode)
- 2012: Private Practice (1 Episode)
- 2012: Touch (1 Episode)
- 2013: Body of Proof (1 Episode)
- 2015: CSI: Cyber (1 Episode)
- 2016: Navy CIS (1 Episode)
- 2020: S.W.A.T. (1 Episode)
- 2022: Auf Der Suche Nach Ola (2 Episoden)
- 2022: Grey’s Anatomy: Die jungen Ärzte (1 Episode)
- 2024: CSI: Vegas (1 Episode)